# 23 tháng 12
Ngày 23 tháng 12 là ngày thứ 357 (358 trong năm nhuận) trong lịch Gregory. Còn 8 ngày trong năm.

## Sự kiện
- 1404 – Minh Thành Tổ Chu Lệ ban danh "Thiên Tân", cho xây dựng nên Thiên Tân vệ, là thành thị cổ đại duy nhất ở Trung Quốc có thời gian kiến thiết được ghi chép, tức 21 tháng 11 năm Vĩnh Lạc thứ 2.
- 1688 – Cách mạng Vinh Quang: Quốc vương James II của Anh chạy sang Paris, Pháp sau khi bị phế truất.
- 1783 – George Washington từ chức Tổng tư lệnh của Lục quân Lục địa tại Annapolis, Maryland.
- 1898 – Lương Khải Siêu xuất bản "Thanh Nghị báo" tại Nhật Bản để ủng hộ Quang Tự đế và công kích Từ Hi thái hậu.
- 1913 – Tổng thống Hoa Kỳ Woodrow Wilson ký thành luật Đạo luật Dự trữ Liên bang, hình thành nên Cục Dự trữ Liên bang.
- 1938 – Cá thể cá vây tay hiện đại đầu tiên được người phụ trách bảo tàng Marjorie Courtenay-Latimer phát hiện tại Nam Phi.
- 1941 – Chiến tranh thế giới thứ hai: Sau 15 ngày giao tranh, Quân đội Nhật Bản chiếm đảo Wake từ Hoa Kỳ.
- 1943 – Chiến tranh thế giới thứ hai: Trận sông Dniepr tại Ukraina kết thúc với thắng lợi của Liên Xô.
- 1947 – Linh kiện bán dẫn Tranzito được giải thích lần đầu tiên tại Phòng thí nghiệm Bell, New Jersey, Hoa Kỳ.
- 1948 – Bảy người Nhật Bản bị Tòa án Quân sự Quốc tế Viễn Đông kết tội phạm tội ác chiến tranh bị hành hình tại trại giam Sugamo tại Tokyo, Nhật Bản.
- 1958 – Tháp Tokyo khánh thành, tháp có kết cấu thép tự lực cao nhất thế giới với cao độ 332,5 mét (1.091 ft).
- 1970 – Cộng hòa Dân chủ Congo chính thức trở thành một nhà nước độc đảng.
- 1970 – Cử hành nghi lễ đạt đỉnh của Tháp phía Bắc của Trung tâm Thương mại Thế giới tại Manhattan, New York, Hoa Kỳ với cao độ 1.368 feet (417 m), biến nó trở thành tòa nhà cao nhất thế giới đương thời.
- 1972 – 16 người sống sót sau Chuyến bay số 571 của Không quân Uruguay được cứu thoát sau 73 ngày, họ sống sót do ăn thịt đồng loại.
- 1990 – Trong một cuộc trưng cầu dân ý độc lập, 88,5% số cử tri Slovenia bỏ phiếu ủng hộ việc thoát ly khỏi Nam Tư.
- 2002 – Một máy bay chở khách của Ukraina bị nạn rơi xuống một thành phố ở Iran làm tất cả 46 người trên máy bay thiệt mạng.
- 2003 – Một vụ nổ xảy ra tại mỏ khí đốt Xuyên Đông Bắc của PetroChina, khiến ít nhất 234 người thiệt mạng và hàng nghìn người trúng độc.

## Sinh
- 968 – Triệu Hằng, hay Tống Chân Tông, hoàng đế của triều Tống, tức 2 tháng 12 năm Mậu Thìn (m. 1022)
- 1513 – Thomas Smith, nhà ngại giao và học giả người Anh (m. 1577)
- 1605 – Chu Do Hiệu, hay Minh Hy Tông hoặc Thiên Khải Đế, hoàng đế của triều Minh, tức 14 tháng 11 năm Ất Tị (m. 1627)
- 1732 – Richard Arkwright, nhà tư bản công nghiệp, nhà phát minh người Anh (m. 1792)
- 1777 – Aleksandr I, hoàng đế của Nga, tức 13 tháng 12 theo lịch Julius (m. 1825)
- 1805 – Joseph Smith, lãnh tụ tôn giáo người Mỹ (m. 1844)
- 1810 – Edward Blyth, nhà động vật học và dược sĩ người Anh (m. 1873)
- 1911 – Niels Kaj Jerne, nhà sinh học người Đan Mạch, đoạt giải Nobel (m. 1994)
- 1918 – Helmut Schmidt, chính trị gia người Đức, Thủ tướng thứ năm của Cộng hòa Liên bang Đức
- 1932 – Trương Quang Ân, tướng lĩnh Quân lực Việt Nam Cộng hòa (m. 1968)
- 1933 – Akihito, thiên hoàng của Nhật Bản
- 1943 – Silvia, vương hậu của Thụy Điển
- 1945 – Bùi Quốc Huy, sĩ quan công an người Việt Nam
- 1950 – Vicente del Bosque, cầu thủ và huấn luyện viên bóng đá người Tây Ban Nha
- 1952 – Trì Trọng Thụy, diễn viên người Trung Quốc
- 1962 – Trần Anh Hùng, đạo diễn người Pháp gốc Việt
- 1968 – Carla Bruni, người mẫu, người sáng tác bài hát, ca sĩ người Ý
- 1980 – Ngọc Hạ, ca sĩ người Việt Nam
- 1984 – Alison Sudol với nghệ danh A Fine Frenzy, ca sĩ, nhạc sĩ và nghệ sĩ piano người Mỹ
- 1987 – Tatana Kucharova, người đẹp của Cộng hòa Séc, Hoa hậu Thế giới 2006
- 1997 – Luka Jović, cầu thủ bóng đá người Serbia

## Mất
- 1834 – Thomas Malthus, nhà nhân khẩu học, nhà kinh tế học người Anh (s. 1766)
- 1948 – Hirota Kōki, chính trị gia người Nhật Bản, thủ tướng thứ 32 của Nhật Bản (s. 1878)
- 1948 – Tōjō Hideki, tướng lĩnh và chính trị gia người Nhật Bản, thủ tướng thứ 40 của Nhật Bản (s. 1884)
- 1948 – Matsui Iwane, tướng lĩnh người Nhật Bản (s. 1878)
- 1948 – Doihara Kenji, tướng lĩnh người Nhật Bản (s. 1883)
- 1949 – Nguyễn Văn Trình, quan lại triều Nguyễn (s. 1872)
- 1953 – Lavrenty Beria, chính trị gia và tướng lĩnh tại Liên Xô (s. 1899)
- 1972 – Andrei Tupolev, nhà thiết kế máy bay tại Liên Xô (s. 1888)
- 2005 – Nguyễn Hiền (nhạc sĩ)
- 2005 – Diêu Văn Nguyên, nhà phê bình văn học và chính trị gia người Trung Quốc (s. 1931)
- 2008 – Lương Tuấn, nghệ sĩ cải lương người Việt Nam (s. 1957)
- 2013 – Mikhail Kalashnikov, nhà thiết kế vũ khí người Liên Xô và Nga (s. 1919)
- 2021 – Thanh Kim Huệ, nữ nghệ sĩ cải lương người Việt Nam (s. 1955).